# Rostelecom Cup 2013
Rostelecom Cup 2013 – szóste w kolejności zawody łyżwiarstwa figurowego z cyklu Grand Prix 2013/2014. Zawody rozgrywano od 22 do 24 listopada 2013 roku w hali Mała Arena Sportowa Łużniki w Moskwie.
Wśród solistów triumfował reprezentant Japonii Tatsuki Machida, natomiast w rywalizacji solistek reprezentantka gospodarzy Julija Lipnicka. W parach sportowych wygrali Niemcy Alona Sawczenko i Robin Szolkowy. W rywalizacji par tanecznych zwyciężyła para rosyjska Jekatierina Bobrowa i Dmitrij Sołowjow.

## Wyniki

### Soliści
| Poz. | Zawodnik            | Nota łączna | SP  | SP    | FS  | FS     |
| ---- | ------------------- | ----------- | --- | ----- | --- | ------ |
| 1    | Tatsuki Machida     | 257,00      | 2   | 84,90 | 1   | 172,10 |
| 2    | Maksim Kowtun       | 240,34      | 1   | 92,53 | 4   | 147,81 |
| 3    | Javier Fernández    | 226,99      | 3   | 81,87 | 5   | 145,12 |
| 4    | Konstantin Mieńszow | 223,03      | 4   | 72,43 | 3   | 150,60 |
| 5    | Richard Dornbush    | 215,45      | 7   | 63,74 | 2   | 151,71 |
| 6    | Artur Gaczinski     | 211,49      | 5   | 72,18 | 6   | 139,31 |
| 7    | Peter Liebers       | 197,65      | 6   | 65,38 | 7   | 132,27 |
| 8    | Misza Ge            | 190,28      | 8   | 63,23 | 8   | 127,05 |
| WD   | Joshua Farris       | DNS         | DNS | DNS   | DNS | DNS    |

### Solistki
| Poz. | Zawodniczka              | Nota łączna | SP | SP    | FS | FS     |
| ---- | ------------------------ | ----------- | -- | ----- | -- | ------ |
| 1    | Julija Lipnicka          | 190,80      | 1  | 72,24 | 2  | 118,56 |
| 2    | Carolina Kostner         | 190,12      | 2  | 67,74 | 1  | 122,38 |
| 3    | Mirai Nagasu             | 175,37      | 4  | 60,44 | 3  | 114,93 |
| 4    | Jelizawieta Tuktamyszewa | 171,87      | 5  | 60,16 | 5  | 111,71 |
| 5    | Satoko Miyahara          | 165,76      | 6  | 56,57 | 6  | 109,19 |
| 6    | Agnes Zawadzki           | 163,21      | 3  | 60,45 | 8  | 102,76 |
| 7    | Kanako Murakami          | 162,46      | 9  | 49,24 | 4  | 113,22 |
| 8    | Nikol Goswijani          | 157,17      | 7  | 50,21 | 7  | 106,96 |
| 9    | Haruka Imai              | 145,30      | 8  | 49,55 | 9  | 95,75  |

### Pary sportowe
| Poz. | Zawodnicy                               | Nota łączna | SP | SP    | FS | FS     |
| ---- | --------------------------------------- | ----------- | -- | ----- | -- | ------ |
| 1    | Alona Sawczenko / Robin Szolkowy        | 206,33      | 1  | 73,25 | 1  | 133,08 |
| 2    | Wiera Bazarowa / Jurij Łarionow         | 201,61      | 2  | 69,72 | 2  | 131,89 |
| 3    | Kirsten Moore-Towers / Dylan Moscovitch | 188,73      | 3  | 65,65 | 4  | 123,08 |
| 4    | Ksienija Stołbowa / Fiodor Klimow       | 188,10      | 6  | 57,20 | 3  | 130,90 |
| 5    | Julija Antipowa / Nodari Maisuradze     | 181,50      | 4  | 62,87 | 5  | 118,63 |
| 6    | Alexa Scimeca / Chris Knierim           | 173,70      | 5  | 59,56 | 6  | 114,14 |
| 7    | Lindsay Davis / Rockne Brubaker         | 151,90      | 7  | 51,59 | 7  | 100,31 |
| 8    | Narumi Takahashi / Ryūichi Kihara       | 141,41      | 8  | 48,64 | 8  | 92,77  |

### Pary taneczne
| Poz. | Zawodnicy                               | Nota łączna | SD | SD    | FD | FD     |
| ---- | --------------------------------------- | ----------- | -- | ----- | -- | ------ |
| 1    | Jekatierina Bobrowa / Dmitrij Sołowjow  | 168,32      | 1  | 68,42 | 2  | 99,90  |
| 2    | Kaitlyn Weaver / Andrew Poje            | 163,14      | 2  | 61,50 | 1  | 101,64 |
| 3    | Madison Chock / Evan Bates              | 153,37      | 4  | 57,80 | 3  | 95,57  |
| 4    | Jekatierina Riazanowa / Ilja Tkaczenko  | 152,36      | 3  | 58,59 | 4  | 93,77  |
| 5    | Ksienija Mońko / Kiriłł Chalawin        | 145,92      | 5  | 55,83 | 5  | 90,09  |
| 6    | Piper Gilles / Paul Poirier             | 134,66      | 6  | 51,14 | 6  | 83,52  |
| 7    | Gabriella Papadakis / Guillaume Cizeron | 124,27      | 8  | 44,49 | 7  | 79,78  |
| 8    | Siobhan Heekin-Canedy / Dmytro Duń      | 123,57      | 7  | 45,00 | 8  | 78,57  |